# Yasir
Yasir oder auch Yassir (persisch یاسر) ist ein unbemanntes Luftfahrzeug (Drohne, UAV) der Iran Aviation Industries Organization (IAIO), welches am 28. September 2013 der Öffentlichkeit vorgestellt wurde. Hauptaufgaben der Yasir sind militärische Aufklärung, Überwachung und die Gewinnung nachrichtendienstlicher Informationen. Die Drohne stellt einen Nachbau der US-amerikanischen Boeing ScanEagle dar und kann eine Dienstgipfelhöhe von 4500 m bei einer Flugdauer von maximal acht Stunden erreichen. Der Aktionsradius beträgt ca. 200 km.

## Entwicklungsgeschichte
Im Dezember 2012 behaupteten Militärstellen im Iran zwei US-amerikanische ScanEagle über dem Persischen Golf abgefangen zu haben. Die US Navy, als Betreiber der US-amerikanischen ScanEagles, behauptete hingegen, dass keine ScanEagle im Mittleren Osten vermisst werden. Am 17. Dezember 2012 kündigte die IAIO die Serienfertigung der Drohne und die in Dienststellung des unbemannten Flugkörpers an. Zum Nachweis wurden Aufnahmen der iranischen Produktionseinrichtungen veröffentlicht.

## Nutzer
- Iran
  - Iranische Revolutionsgarde
  - Iranisches Heer
- Irak
  - Volksmobilisierungseinheiten
    - Kata'ib Hesbollah[6]
    - Kata'ib Sayyid al-Schuhada (angeblich)
    - Harakat Hesbollah al-Nujaba[7]
    - Kata'ib Jund al-Imam[8]
    - Kata'ib al-Imam Ali (angeblich)
- Syrien[9]